# Гай-Кодзор
Гай-Кодзо́р (Гайкодзо́р, арм. Հայկաձոր; Haykadzor — армянское ущелье) — село в Краснодарском крае, входит в состав муниципального образования город-курорт Анапа. Административный центр Гайкодзорского сельского округа.
Село расположено в 9 км к юго-востоку от центра Анапы, в предгорьях.

## История
Поселение Галкина Щель (по фамилии арендатора) возникло в 1908 году на землях станицы Раевской. В 1915—1916 годах сюда переселилось несколько десятков семей армянских беженцев из района Трапезунда.
Гай-Кодзор был основан на землях поселения Галкина Щель и пяти маленьких армянских хуторов, в числе которых Ашхаданк, после увеличения населения данных деревень и с целью укрупнения поселения, для возможности построить школу, детский сад, клуб. 8 октября 1925 года население приняло решение о переименовании села в Гай-Кодзор (Армянское Ущелье) .

## Название
После переселения сюда армян село стали называть Гайкадзор, что в переводе с армянского языка означает армянское ущелье, но при переименовании власти настояли на том, чтобы село называлось Гай-Кодзор, непонятно почему, так как название села происходит от hayk (армянское) + a (соединительное) + dzor (ущелье) и правильнее было бы назвать село Гайкадзор.

## Население
| 2002 | 2010  | 2021  |
| ---- | ----- | ----- |
| 2917 | ↗2968 | ↗3248 |

## Экономика
В Гай-Кодзоре в советское время был колхоз-миллионер, имелось много хозяйственных построек, планировалось проведение газификации, были проведены работы по остановке эрозии почв на склонах холмов, окружающих село, отремонтированы дороги, построена современная школа, клуб, детские сады, столовая. После развала СССР экономика села пришла в упадок.
В непосредственной близости от села в горах расположено небольшое современное винодельческое хозяйство Виноградники Гай-Кодзора. На 70 гектарах в период с 2006 по 2009 г. были заложены новые виноградники. Из Франции были завезены 14 сортов винограда, которые ранее в России не выращивались: Вионье, Руссан, Гевюрцтраминер, Семийон, Сира, Сенсо, Гренаш, Мальбек, Колодок, Мурведр и другие. Малые объемы производства позволяют хозяйству при помощи французских виноделов добиваться высокого качества сухих белых и красных вин.

## Культура
В селе действует армянский танцевальный коллектив «Ахпюр», который выступает на армянских праздниках в Краснодарском крае, а также на культурно-массовых мероприятиях, организованных муниципальными образованиями края. Танцевальная группа имеет свой большой репертуар танцев, песни, уникальную коллекцию национальных костюмов, сшитых руководителем этой группы.

## Образование
В селе есть три образовательных учреждения:
- Ясли-сад
- Детский сад
- Средняя образовательная школа № 14

## Достопримечательности

### Арин Берд

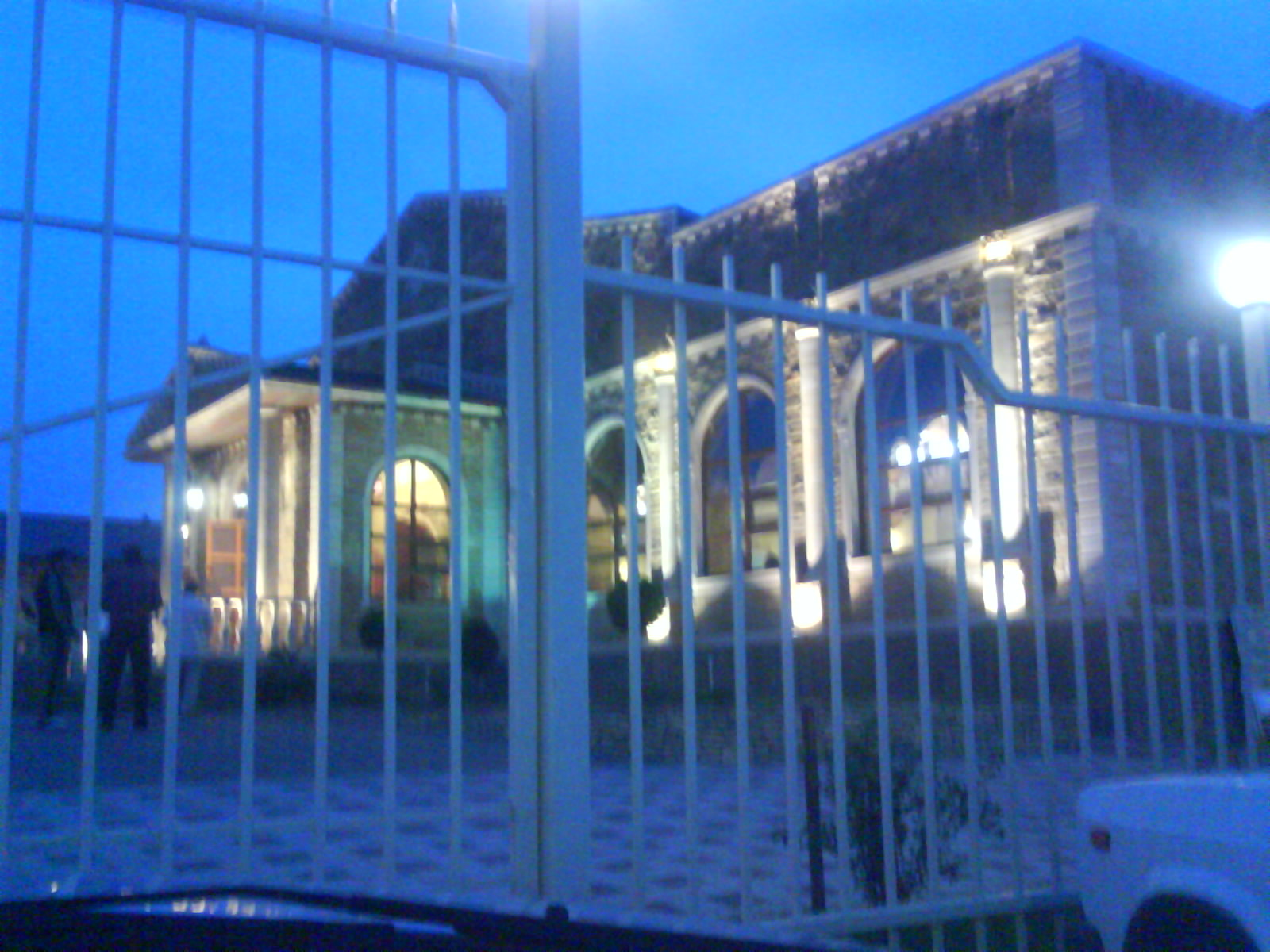
Культурный центр «Арин Берд» вечером

В селе находится Армянский культурный центр «Арин Берд» («крепость ариев», по названию одноимённого холма в Ереване) — это культурный комплекс, включающий в себя ресторан — зал торжеств, кафе, армянский базар, площадь для выступлений, открытый зал торжеств. Построен он в сентябре 2008 года, к празднику 100-летия Гай-Кодзора. Комплекс построен в духе времен Царя Царей Востока Тиграна Великого, на входе в комплекс гостей встречают свободные воины Азаты. В комплексе постоянно проводятся мероприятия по случаю армянских праздников, а также выставки и показательные выступления армянских культурных ансамблей и коллективов.

### Армянская часовня Сурб Саргис и церковь Сурб Геворг

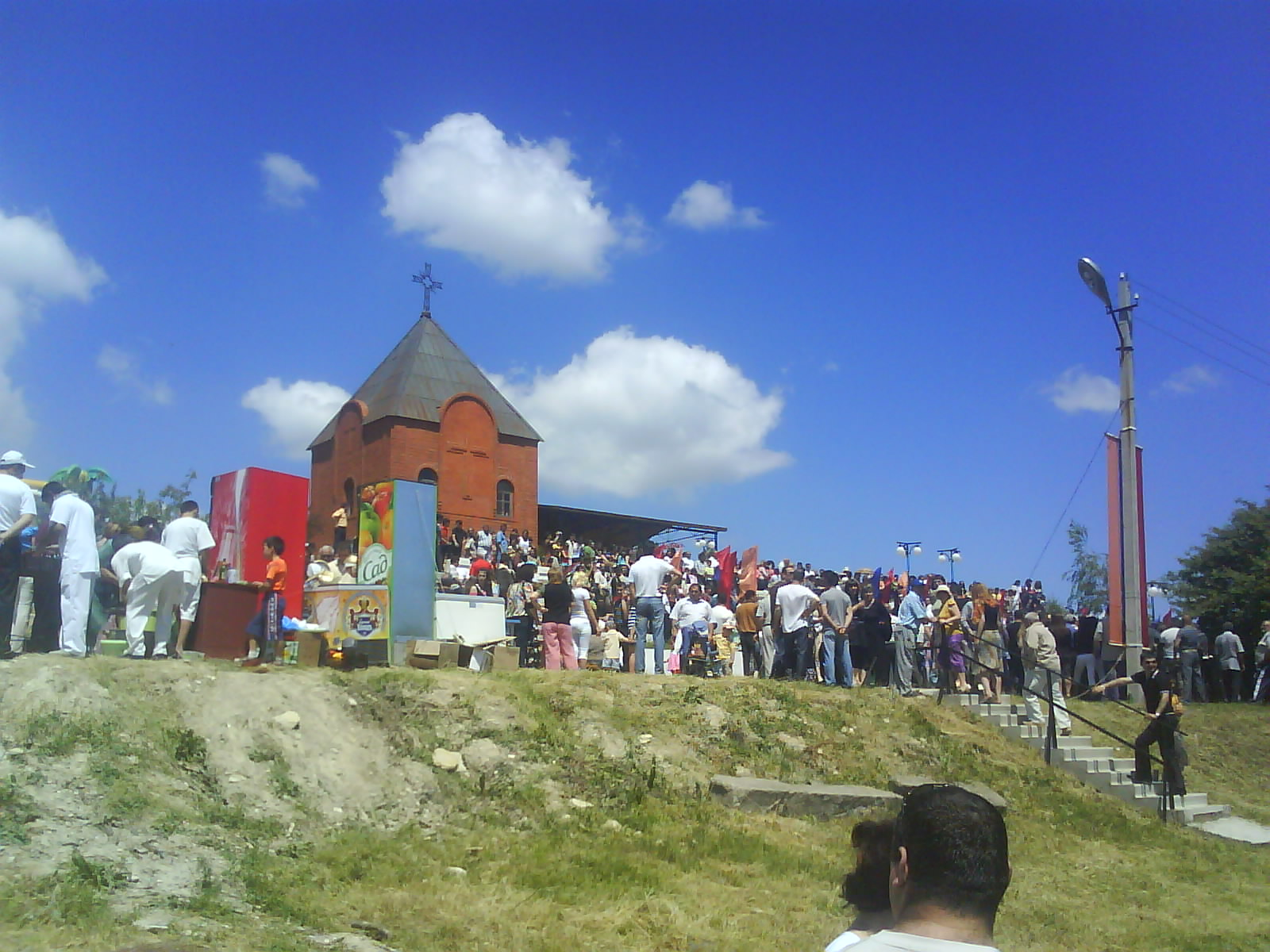
Праздник Хачкара возле часовни Сурб Саргис в Гай-Кодзоре

На выезде из села в сторону Сукко находится армянская часовня Сурб Саргис (Святой Саркис), построенная в 1997 году. Рядом с ней установлен хачкар (армянский христианский памятник), и каждый год в последнее воскресение мая в Гай-Кодзоре празднуется «День Хачкара».
26 мая 2016 года состоялось освящение армянской церкви Сурб Геворг (Святой Георгий), построенной рядом с часовней Сурб Саркис.

### Армянская часовня
На горе находится одно из двух сельских кладбищ — армянское. В нём расположена армянская часовня, построенная в 1996 году Валерием Айрапетяном в память о погибшем сыне.